# Lisa Ceryle Barnett
Lisa Ceryle Barnett (Everett, 3 de octubre de 1959) es una botánica estadounidense, recolectora de especímenes vegetales en Madagascar y las islas Comores. Desarrolla sus actividades académicas en el "Departamento de Botánica", de la Universidad de Texas, Austin.

## Algunas publicaciones

### Libros
- Patricia Kern Holmgren, Noel Herman Holmgren, Lisa C. Barnett. 1990. Index Herbariorum: The herbaria of the world. Volumen 120 de Regnum vegetabile. Ed. International Association for Plant Taxonomy by New York Botanical Gardens. 693 pp. ISBN 0893273589

## Honores

### Epónimos
- (Orchidaceae) Prasophyllum barnettii D.L.Jones & D.T.Rouse[1]

## Anexo
- Anexo:naturalistas y epónimos
- La abreviatura «L.C.Barnett» se emplea para indicar a Lisa Ceryle Barnett como autoridad en la descripción y clasificación científica de los vegetales.[2]